# Võ Văn Sung
Võ Văn Sung (05 tháng 9 năm 1928 – 01 tháng 5 năm 2018) là nhà ngoại giao người Việt Nam. Ông là trợ lý bộ trưởng Bộ Ngoại giao, đại sứ đặc mệnh toàn quyền Việt Nam tại Pháp, Hà Lan, Bỉ, Luxemburg và Nhật Bản.

## Thân thế và sự nghiệp ngoại giao
Ông sinh năm 1928, quê quán phường Hưng Long, TP Huế. Em trai của ông là Võ Văn Trác, sau này là Thứ trưởng Bộ Thủy sản.
Ông tham gia cách mạng từ tháng 4 năm 1945.
Năm 1960, ông là Tổng đại diện Việt Nam tại Pháp, sau đó là Thư ký cho cố vấn Lê Đức Thọ, đặc biệt, ông đã đóng góp vào công cuộc thống nhất Việt Nam, là người đã đề xuất lấy thủ đô Paris của Pháp làm nơi diễn ra cuộc đàm phán hòa bình với Mỹ. Bản thân ông là một trong năm thành viên chính thức của đoàn Việt Nam tại lễ ký Hiệp định Paris năm 1973, một trong những kiến trúc sư chính kiến tạo và phát triển mối quan hệ ngoại giao giữa Pháp và Việt Nam.
Ông là Đại sứ đầu tiên của nước Việt Nam Dân chủ cộng hòa vào năm 1974 và sau đó là Đại sứ đầu tiên của nước Cộng hòa Xã hội chủ nghĩa Việt Nam tại Pháp vào năm 1976, sau khi đất nước thống nhất.
Trên cương vị quyền Đại sứ nước Việt Nam Dân chủ Cộng hòa tại Pháp, ông Võ Văn Sung đã tham gia đàm phán với Nhật Bản để thiết lập quan hệ ngoại giao giữa hai nước. Vào tháng 9/1973, ông đã tham gia ký kết "Công hàm trao đổi chính thức thiết lập quan hệ ngoại giao Nhật Bản – Việt Nam.
Năm 1980, với vai trò Trợ lý bộ trưởng Bộ Ngoại giao, ông đã góp phần tích cực xây dựng chính sách đổi mới về kinh tế và kinh tế đối ngoại, trong đó có hai vấn đề lớn: chuyển đổi vận hành nền kinh tế sang kinh tế thị trường và gắn kinh tế Việt Nam với nền kinh tế thế giới.
Ông là đặc phái viên Chính phủ Việt Nam tại một số nước châu Phi và từ năm 1988–1992 là Đại sứ Việt Nam tại Nhật Bản. Trên cương vị là Đại sứ Việt Nam tại Nhật Bản, ông Võ Văn Sung đã nỗ lực hết mình trong việc nối lại viện trợ của Nhật Bản cho Việt Nam
Năm 1993, ông nghỉ hưu.
Ông có thời gian giữ chức Phó Chủ tịch Hội Hữu nghị Việt – Pháp, cố vấn kinh tế cho Ủy ban Nhân dân TP Hồ Chí Minh.
Ngày 1 tháng 5 năm 2018, sau một thời gian dài lâm bệnh nặng, Võ Văn Sung đã từ trần lúc 12g35, hưởng thọ 90 tuổi.

## Vinh danh
Năm 2010, ông được Nhà nước Việt Nam trao tặng Huân chương Độc lập.
Năm 2011 ông được Nhật Bản trao tặng Huân chương Mặt trời mọc
Năm 2015, ông được Chính phủ Pháp trao tặng Huân chương Quốc công Đại sĩ quan.

## Gia đình
- Con: Thượng tướng Võ Văn Tuấn, nguyên Phó Tổng tham mưu trưởng Quân đội nhân dân Việt Nam.
- Cháu nội:  Võ Tuấn Dũng, sinh 1986, cơ trưởng trẻ nhất của Hãng hàng không Vietnam Airlines